# Желтоголовый амазон
Желтоголовый амазон (лат. Amazona oratrix) — птица из семейства попугаевых.

## Внешний вид
Длина тела 41 см. Оперение зелёное, шея и голова жёлтые. На спине, груди и шее имеется кайма тёмно-зелёного цвета. Иногда встречаются попугаи, имеющие по всему оперению вкрапления жёлтых пёрышек. Молодой попугайчик только зелёной окраски, но на лбу у него есть маленькое жёлтое пятнышко.

## Распространение
Обитает в Мексике (расы magna, oratrix и tresmariae), Белизе (раса belizensis), Гватемале и на крайнем северо-западе Гондураса (раса guatemalensis).

## Образ жизни
Живут парами или маленькими группами в деревьях, сельвах или открытых местностях. Питается плодами, зёрнами, грецкими орехами и цветками деревьев и кустарников.

## Размножение
Самка откладывает до двух яиц и насиживает их в течение трёх недель, примерно через два с половиной месяца птенцы вылетают из гнезда.

## Охрана

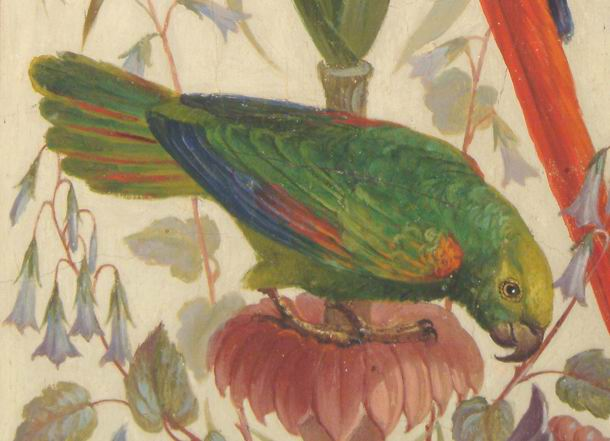
Желтоголовый амазон

Общая численность желтоголового амазона в природе составляла 7000 особей в 1994 году. Внесён в Приложение II CITES. 